# Richard Gutschmidt

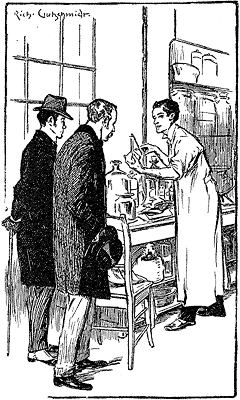
Sherlock-Holmes-Illustration von R. Gutschmidt

Richard Gutschmidt (* 11. Mai 1861 in Neuruppin; † 3. Februar 1926 in München) war ein deutscher Maler, Buchillustrator und Grafiker.

## Leben
Vom 15. Oktober 1884 bis 1891 war er Schüler von Herterich und Löfftz an der Akademie der Bildenden Künste München.
Als Maler war er in München, Berlin und der Mark Brandenburg unterwegs. Er gehörte zur Münchner Künstlergenossenschaft, später zur Luitpold-Gruppe.
Bekannt wurde er 1902 als erster deutscher Illustrator der Sherlock-Holmes-Geschichten. 1905 war er Teilnehmer am Preisausschreiben um Reklameentwürfe für Gemeinschaftswerbung von Ludwig Stollwerck und Otto Henkell. Sein Entwurf wurde von den Preisrichtern zum Ankauf für 200 M. empfohlen.

## Werke

### Beiträge zu denGlaspalast-Ausstellungen
- 1903

Birkenweg
- 1906

Kohlezeichnung
- 1908

Am Wetterstein
- 1910

Herbstsonne (Öl)
Klärchen (Öl)
Die Postkutsche (Öl)
- 1911

Die Leibnäherin (Öl)
Fischmarkt in Brügge (Öl)
Gemüsemarkt in Brügge (Öl)
- 1912

Kritik (Öl)
Doktor (Öl)
- 1913

Kirmes in Belgien (Öl) (Illustration)
- 1914

Badene Frau (Öl) (Illustration)
Resl und die Nachbarin (Öl)
La Porte des Marechaux (Zeichnung)
Aus St Gingolph (Zeichnung)
- 1916

Die Fechterin (Öl)
Bildnis der Gattin des Künstlers (Öl)
Frühmorgen an der Amper (Öl)
Bei Travenmünde (Öl)
- 1917

Sankt Georg (Öl)
Am Weßlinger See (Öl)
- 1918

An den Frühling (Öl)
Das Quartett (Öl)
Astern (Öl)
- 1919 Ernte (Öl)

Holzsäge im Gebirge (Öl)
Die Fechter (Öl)
- 1920

Weiher im Park Bernried (Öl)
Innenraum (Öl)
Prozession (Öl)
- 1921

Aus der Mark (Öl)
Die Flucht nach Ägypten (Öl)
Leonhardkirche bei Nußdorf am Inn (Öl)
- 1922

Wald und Feld (Öl)
Dorfstraße (Aquarell-Zeichnung)
Feldweg  (Aquarell-Zeichnung)
- 1923

Aufziehendes Wetter (Öl)
In frischer Luft (Öl)
- 1926

Hafen von Wismar (Öl)

### Buchillustrationen

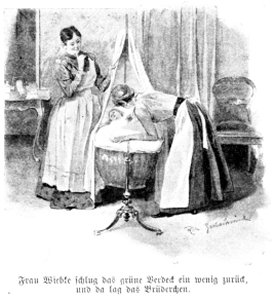
Illustration für Bernhardine Schulze-Smidts „Lissy“ 1909. Frau Wiebke schlug das grüne Verdeck ein wenig zurück und da lag das Brüderchen.

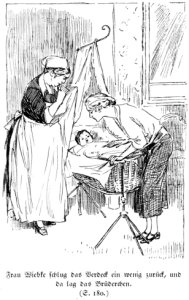
Illustration für Bernhardine Schulze-Smidts „Lissy“ 1926. Frau Wiebke schlug das grüne Verdeck ein wenig zurück und da lag das Brüderchen.

- Heinrich Heine – Buch der Lieder – von Heinrich Heine / illustriert von Carl Bauer, Richard Gutschmidt, Carl Hans Pless und A. Schmidhammer – Greiner & Pfeiffer Stuttgart ca. 1898–1900
- Kriminalromane von:
  - Anne Katharine Green
  - Conan Doyle
- Friedrich Spielhagen Problematische Naturen, 1. Band Jubiläums-Ausgabe ca. 1905
- Ausgaben der Kränzchen-Bibliothek:

Bernhardine Schulze-Smidt: Lissy, 2 verschiedene Illustrationsvarianten
Bernhardine Schulze-Smidt: Das Hensefeldt (ab 14. Auflage)
Lilly Baronin von Vietinghoff: Backfischchens Lehr- und Wanderjahre (bis 26. Auflage)
Luise Glass: Im Krähennest (bis 23. Auflage)
Luise Glass: Das Montagskränzchen (ab 32. Auflage)
Else Ury: Lilli Liliput (ab 11. Auflage)
- Henny Koch: Irrwisch (1907), Die ins Leben lachen (1908), Klein-Großchen (1919), jeweils die ersten Ausgaben bis ca. 1925
- Hedwig Schobert (Baronin von Bode) Künstlerblut (ca. 1890) sowie andere Jugend- und Kinderbücher.